# Гаоцзюй
Гаоцзюй (Гаогюй) або Тєлеський каганат (480 —546 роки) — держава в Центральній Азі та південному Сибіру, що утворилося внаслідок повстання проти жужанів. Протягом усього існування боролася проти останніх. 546 року Жужанський каганат за допомогою тюрок знищив державу Гаоцзюй. Відома також як Перший уйгурський каганат.

## Назва
Назва «Гаоцзюй» є китайською назвою, що перекладається як «високі вози». Звідси інша назва тєле (тегрег «візники»). Втім вважається, що власне назвою було огур, а потім огуз.

## Історія
Перша згадка про племена гаоцзюй відноситься до 363 року, коли вони атакували державу табгачі Дай. До 391 року гаоцзюй визнали зверхність останньої. 399 року відбили напад Жужанського каганату. Втім 402 року війська останнього завдали поразки племенам гаоцзюй, підкоривши їх. Через 30 років 1,5 млн було переселено південніше їх земель. Надалі попри окремі спроби здобути самостійність гаоцзюї зберігали вірність жужанським каганам.
У 480-х роках у зв'язку з початком кризи в каганаті почалися спроби здобути самостійність. 481 року вдалося встановити зверхність над Гаочаном. 487 року племена гаоцзюй чисельністю 100 тис. осіб на чолі із Афучжіло вийшли з-під влади кагана й відкочували до верхів'їв Іртиша, де оголосили себе незалежними. Спроба кагана повернути їх зазнала поразки. Наслідком цьому стало утворення самостійної держави.
У 490 році держава Гаоцзюй разом з ефталітами і жужанами знищила та розділила державу Юебань. У 492 році декілька важливих міст-оаз в Таримському басейні були взяті Гаоцзюй, що відрізало жужан від західної частини їх каганату.
З 501 року почалися з перервами нові війни проти Жужанського каганату. Мі'єту 507 року завдав поразки кагану Футу, що спричинило деяку стабілізацію ситуації.
516 року жужани почали нову війну проти Гаоцзюй, в якій Мі'єту зазнав поразки й загинув. Гаоцзюй визнав зверхність Жужанського каганату. Але вже у 520 році відновив незалежність. У 521—524 роках вдалося захопити значну частину земель Жужанського каганату. Втім у 540 році останній перейшов у наступ, змусивши Гаоцзюй повернути втрачені землі, а 541 року визнати свою зверхність. У 546 року здійснено нову спробу відстояти незалежність від жужан, яку було придушено за допомогою тюрків — васалів жужанського каганату. Державу Гаоцзюй було розділено між жужанаськими родами й тюркютами.

## Територія і населення
Охоплювала землі від правобережжя річки Сирдар'я і озера Балхаш на заході до Алтая і верхів'я Єнісею на сході. Північні кордони достеменно невідомі.
Основним населенням були племена «гаоцзюй», відомі також як гаоче, тєле, дінлін. Ймовірно мали спорідненість з хунну. Поділялися на 6 племен й 12 кланів. Розглядають як протоуйгурів або стародавніх уйгурів.

## Устрій
На чолі стояв володар, що носив титул каган, а китайські держави визнавали за ним титул ван. Він належав до племені або клану Фуфуло.

### Кагани
- Афучжіло (480—496)
- Мі'єту (496—516)
- Іфу (516—534)
- Юецзюй (534—537)
- Біді (537—540)
- Цюйбінь (540—546)